# Lưu Vũ (ca sĩ)
Lưu Vũ (giản thể: 刘宇; phồn thể: 劉宇; bính âm: Liú yǔ, sinh ngày 24 tháng 8 năm 2000), là một nam ca sĩ, vũ công và diễn viên người Trung Quốc, cựu thành viên của nhóm nhạc quốc tế INTO1.
Vào ngày 17 tháng 2 năm 2021, Lưu Vũ tham gia cuộc thi tuyển chọn nhóm nhạc nam "Sáng tạo doanh 2021" do Tencent Video tổ chức, đồng thời giữ vai trò trung tâm của bài hát chủ đề. Đạt được thành tích hạng nhất vào ngày 24 tháng 4, trở thành thành viên nhóm nhạc nam INTO1 với vai trò là trung tâm của nhóm.

## Tiểu sử
Lưu Vũ sinh ngày 24 tháng 8 năm 2000 ở huyện Kính, thành phố Tuyên Thành, tỉnh An Huy. Năm 2012, anh bắt đầu theo học múa cổ điển truyền thống tại trường Cao đẳng Nghệ thuật chuyên nghiệp An Huy. Năm 2018, Lưu Vũ thi đỗ vào Học viện múa Bắc Kinh, nhưng sau đó đã nghỉ học vì chấn thương. Đến tháng 7 năm 2020, tiếp tục thi đỗ vào trường Đại học Truyền thông Trung Quốc với thành tích chuyên ngành đứng thứ 3. Tuy nhiên, theo một cuộc phỏng vấn cá nhân của Lưu Vũ trong Sáng tạo doanh 2021, anh cho biết mình đã không nhập học Đại học Truyền thông vì có những dự định riêng.

## Sự nghiệp
Ngày 6 tháng 10 năm 2018, chương trình Happy Camp của đài Hồ Nam đã phát sóng tập có sự tham gia của Lưu Vũ. Đến ngày 30 tháng 11, anh tham gia chương trình "Quốc phong mỹ thiếu niên" - một chương trình ca hát quảng bá đổi mới văn hóa theo phong cách quốc gia của iQIYI. Lưu Vũ trở thành top 3 mạnh nhất toàn quốc và đạt thành tích Á quân tại chung kết.
Ngày 27 tháng 6 năm 2019, Lưu Vũ trở thành khách mời của chương trình giải trí "Lân gia thi thoại" thuộc đài truyền thành vệ tinh Hà Bắc. Ngày 12 tháng 7, anh cho ra mắt đĩa đơn cover solo đầu tiên "Chuyến bay thao thức". Đến ngày 11 tháng 8, đĩa đơn 'Ngày nắng và bạn' của Lưu Vũ hợp tác cùng với Song Sanh, Kỳ Nhiên, Thạch Khải được phát hành. Cũng trong năm này, Lưu Vũ tham gia bộ phim truyền hình "Dược vương Đại nhân thân yêu" của iQIYI với vai diễn Sở Khải Hiền, đây là tác phẩm truyền hình đầu tiên của anh. Tháng 11 và 12, anh lần lượt cho ra mắt ca khúc "Cập bến" và "Thiên tuế". Ngày 20 tháng 12 cùng năm, Lưu Vũ đoạt được giải thưởng "Vũ công tốt nhất" và "Sứ giả quảng bá văn hóa Trung Ý" của Lễ hội văn hóa Trung-Ý "Thế mộng viên hoa".
Trong năm 2020, Lưu Vũ liên tiếp cho ra mắt các đĩa đơn solo như "Tinh hà nhập mộng" vào tháng 4, "Đắc tự tại" vào tháng 9 và "Khi còn bé ta thường thích ca hát" vào ngày 30 tháng 11. Ngày 2 tháng 12 cùng năm. anh tham gia phát sóng trực tiếp chương trình trò chuyện về thông tin âm nhạc xu hướng "Gặp gỡ nào, Mr Radio".

### Tham gia Sáng tạo doanh 2021
Ngày 17 tháng 2 năm 2021, chương trình giải trí tuyển chọn nhóm nhạc quốc tế "Sáng tạo doanh 2021" chính thức lên sóng, Lưu Vũ tham gia chương trình với tư cách thực tập sinh. Hình tượng "mỹ nam cổ trang" trong phần thi múa "Đại Ngư" cùng với tiết mục thi đấu ngẫu hứng giữa Lưu Vũ và Santa đã khiến Lưu Vũ nhận được sự quan tâm đặc biệt ngay sau khi tập 2 của Sáng tạo doanh được phát sóng. Sau hơn 2 tháng, vào ngày 24 tháng 4 năm 2021, Lưu Vũ thành công giành được vị trí cao nhất tại vòng chung kết của chương trình, trở thành thành viên của nhóm nhạc nam INTO1.
| Tập | Xếp hạng | Thăng/giảm hạng | Số phiếu      | Xếp lớp   | Ghi chú                            |
| 2   | 7        | —               | Không công bố | A→A→A→A→A |                                    |
| 3   | 6        | ▲ 1             | Không công bố | A→A→A→A→A |                                    |
| 4   | 1        | ▲ 5             | Không công bố | A→A→A→A→A |                                    |
| 5   | 1        | ▬               | 16,906,210    | A→A→A→A→A |                                    |
| 6   | 1        | ▬               | Không công bố | A→A→A→A→A |                                    |
| 7   | 4        | ▼ 3             | 15,266,078    | A→A→A→A→A |                                    |
| 8   | 1        | ▲ 3             | Không công bố | A→A→A→A→A |                                    |
| 9   | 1        | ▬               | 11,836,817    | A→A→A→A→A |                                    |
| 10  | 1        | ▬               | 25,959,880    | A→A→A→A→A | Thành công ra mắt vị trí trung tâm |

## Tranh cãi
Trong hai ngày 29 và 30 tháng 5 năm 2021, trên mạng xã hội Twitter xuất hiện 2 hashtag đứng đầu "top trending" liên quan đến cộng đồng người hâm mộ Việt Nam thể hiện sự ủng hộ dành cho Lưu Vũ. Một trong 2 hashtag đó là "#Protect Liu Yu" (Bảo vệ Lưu Vũ), được cho là có liên quan tranh cãi xung quanh việc cập nhật hình ảnh bản đồ Trung Quốc cùng đường chín đoạn của nam ca sĩ. Việc chia sẻ, ủng hộ chính sách đường chín đoạn của Trung Quốc luôn bị chính phủ và người dân Việt Nam phản đối quyết liệt. Việc người hâm mộ kêu gọi sự ủng hộ và bảo vệ một thần tượng đã từng hai lần cập nhật bản đồ được cho là xâm phạm lợi ích chủ quyền của Việt Nam đã khiến cho cộng đồng mạng Việt Nam phẫn nộ. Trong một thời gian ngắn, việc kêu gọi tẩy chay Lưu Vũ cũng như cộng đồng người hâm mộ đã diễn ra trên nhiều mạng xã hội như Twitter, Facebook, đi kèm đó là những hành động khẳng định chủ quyền đối với biển đảo của cộng đồng mạng Việt Nam.

## Danh sách đĩa nhạc

### Đĩa đơn
| Ngày phát hành       | Tên ca khúc                       | Thông tin ca khúc                                                             | MV | Ghi chú |
| 12 tháng 7, 2019     | Chuyến bay thao thức              |                                                                               |    | |
| 22 tháng 11 năm 2019 | Cập bến                           | - Viết lời: Uông Triết Tuấn - Soạn nhạc: Lưu Tĩnh Tĩnh - Biên khúc: Bành Hiên | ★  | |
| 19 tháng 12, 2019    | Thiên Tuế                         |                                                                               |    | |
| 19 tháng 4, 2020     | Tinh hà nhập mộng                 |                                                                               |    | |
| 25 tháng 9, 2020     | Đắc tự tại                        |                                                                               |    | |
| 30 tháng 11, 2020    | Khi còn bé ta thường thích ca hát |                                                                               |    | |
| 10 tháng 5, 2022     | Cơn gió mùa Hạ                    |                                                                               | ★  | Bài hát thuộc dự án Cover của TME |
| 21 tháng 6, 2022     | Hạ chí đến rồi 《盛夏已至》       |                                                                               | ★  | Chiến dịch 24 tiết khí "Bài hát của tôi, tiết khí của tôi" - Báo thanh niên Trung Quốc |
| 28 tháng 6, 2022     | Không sợ khô nóng                 |                                                                               |    | Hợp tác với Sprite trong album mùa hè. |
| 29 tháng 7, 2022     | Như Người Ước Nguyện              |                                                                               | ★  | Bài hát chủ đề mùa 3 chương trình "Thành phố Bảo Tàng" đài Bắc Kinh |
| 20 tháng 9, 2022     | Ngự Mộng Vị Châu                  |                                                                               |    | Bài hát mở đầu dự án《Thời đại của tôi, bài hát của tôi》, dành tặng những phi hành gia Trung Quốc do Trung tâm tin tức của Cơ quan Quản lý Không gian Quốc gia Trung Quốc (CNSA) kết hợp cùng Báo Thanh niên thực hiện |

### Đĩa đơn hợp tác
| Ngày phát hành      | Tên ca khúc                      | Thông tin ca khúc                                                                           | MV | Ghi chú                                                                                        |
| 28 tháng 6 năm 2019 | Xích linh                        | - Viết lời: Thanh Ngạn - Soạn nhạc: Lý Kiến Hành - Biên khúc: Hà Thiên Tình - Hát gốc: HITA |    | Hợp tác biểu diễn với Cổ Dục, Thừa Nhượng                                                      |
| 28 tháng 6 năm 2019 | Tiểu Vũ                          | - Viết lời / Soạn nhạc / Biên khúc / Hát gốc: Trương Chấn Nhạc                              |    | Hợp tác biểu diễn với Muxo, Thừa Nhượng                                                        |
| 28 tháng 6 năm 2019 | Hài tử                           | - Viết lời: Hướng Nguyệt Nga - Viết lời / Hát gốc: Tây Lâu - Biên khúc: Trịnh Nam           |    | Hợp tác biểu diễn với Muxo, Thừa Nhượng                                                        |
| 28 tháng 1 năm 2022 | Không cẩn thận vô tình lãng quên |                                                                                             |    | Hợp tác biểu diễn với Lâm Mặc, AK Lưu Chương (INTO1) trong chương trình "Nông Trường khó quên" |
| 02 tháng 5 năm 2022 | Giai Điệu tuổi trẻ               |                                                                                             | ★  | Bài hát kỷ niệm ngày Thanh niên Trung Quốc/ Hát cùng Phóng viên của Tân Hoa Xã - Lộ Tân Kỳ     |
| 04 tháng 5 năm 2022 | Bức thư đến từ tương lai         |                                                                                             | ★  | Bài hát chủ đề hoạt động "Tuyển tập bài hát Thanh niên Ngũ Tứ" / Hát cùng TIA Viên Á Duy       |
| 04 tháng 11, 2022   | Thanh Xuân Thật Đáng Giá         |                                                                                             |    | Bài hát kết hợp cùng Tiết Bá Khiên, Lan Thiên Kỳ / Bài hát chủ đề của "Nồi Lẩu Ấm Áp"          |

### Tiết mục biểu diễn trongSáng tạo doanh 2021
| Ngày phát hành      | Thông tin ca khúc | Ghi chú         |
| 20 tháng 2 năm 2021 | Thiên hạ - Mô tả bài hát: Tiết mục đánh giá sơ bộ (kết hợp) - Hát gốc: Trương Kiệt - Hợp tác biểu diễn: Vương Hiếu Thần, Vinh Diệu, Tiết Bát Nhất, Vi Ngữ Tiết                                                                                   | Tập 1 (phần 2)  |
| 20 tháng 2 năm 2021 | Đại ngư - Mô tả bài hát: Tiết mục đánh giá cá nhân (2 người) - Hát gốc: Châu Thâm - Hợp tác biểu diễn: Vương Hiếu Thần | Tập 1 (phần 2)  |
| 3 tháng 3 năm 2021  | Liên (Lit) - Mô tả bài hát: Sân khấu công diễn 1 - Hát gốc: Trương Nghệ Hưng - Hợp tác biểu diễn: Rikimaru, Từ Thiệu Lam, Dịch Hàm, Nhậm Dận Bồng, La Ngôn, Lý Lạc Nhĩ                                                                           | Tập 3 (phần 1)  |
| 10 tháng 3 năm 2021 | 我們一起闖 - Mô tả bài hát: Bài hát chủ đề - Hát gốc: Bài hát gốc - Hợp tác biểu diễn: Tất cả học viên - Ghi chú: Đảm nhiệm vị trí trung tâm | Bản tiếng Trung |
| 10 tháng 3 năm 2021 | Chuang To-Gather Go！ - Mô tả bài hát: Bài hát chủ đề - Hát gốc: Bài hát gốc - Hợp tác biểu diễn: Tất cả học viên - Ghi chú: Đảm nhiệm vị trí trung tâm                                                                                          | Bản tiếng Anh   |
| 27 tháng 3 năm 2021 | Chú cá voi hóa thân của hòn đảo cô độc - Mô tả bài hát: Sân khấu công diễn 2 - Hát gốc: Châu Thâm - Hợp tác biểu diễn: Khuất Bách Vũ, Tiết Bát Nhất, Eisho, Trương Chương - Ghi chú: Đảm nhiệm vị trí trung tâm, được số bình chọn cao nhất nhóm | Tập 6 (phần 1)  |
| 10 tháng 4 năm 2021 | Kế hoạch mạo hiểm - Mô tả bài hát: Sân khấu công diễn 3 - Hát gốc: Bài hát gốc - Hợp tác biểu diễn: Bá Viễn, Ngô Hải, Amu, Trương Hân Nghiêu - Khách mời trợ diễn: Mạnh Mỹ Kỳ - Ghi chú: Đảm nhiệm vị trí trung tâm                              | Tập 8           |
| 24 tháng 4 năm 2021 | 我們一起闖 - Mô tả bài hát: Biểu diễn mở màn - Hợp tác biểu diễn: Tất cả học viên - Ghi chú: Đảm nhiệm vị trí trung tâm | Tập 10          |
| 24 tháng 4 năm 2021 | Dáng hình thiếu niên - Mô tả bài hát: Sân khấu biểu diễn đêm chung kết theo nhóm - Hát gốc: Bài hát gốc - Hợp tác biểu diễn: Rikimaru, Oscar, Nine, Patrick, Santa, Lưu Chương, Châu Kha Vũ                                                      | Tập 10          |
| 24 tháng 4 năm 2021 | Quan Sơn Tửu - Mô tả bài hát: Sân khấu solo đêm chung kết - Hát gốc: Đẳng Thập Ma Quân | Tập 10          |
| 24 tháng 4 năm 2021 | Gió nổi lên rồi - Mô tả bài hát: Sân khấu tốt nghiệp - Hát gốc: Ngô Thanh Phong - Hợp tác biểu diễn: Tất cả học viên hợp xướng với Châu Thâm | Tập 10          |
| 24 tháng 4 năm 2021 | INTO1 - Mô tả bài hát: Sân khấu ra mắt - Hát gốc: INTO1 - Hợp tác biểu diễn: Santa, Rikimaru, Mika, Nine, Lâm Mặc, Bá Viễn, Trương Gia Nguyên, Patrick, Châu Kha Vũ, Lưu Chương - Ghi chú: Đảm nhiệm vị trí trung tâm                            | Tập 10          |

### EP
| Năm  | EP                   | Ngày       | Bài hát         | Tên khác                | Thông tin bài hát | MV | Ghi chú |
| 2022 | Văn Đao Lưu (文刀刘) |            | Intro: L-I-U 刘 |                         |                   |    |         |
| 2022 | Văn Đao Lưu (文刀刘) | 10 tháng 4 | Liễu Diệp Đao   | Tên tiếng Trung: 柳叶刀 |                   | ★  |         |
| 2022 | Văn Đao Lưu (文刀刘) | 15 tháng 4 | Bạch Thoại Văn  | Tên tiếng Trung: 白话文 |                   |    |         |

## Tác phẩm điện ảnh và truyền hình

### Phim truyền hình / web drama
| Bắt đầu phát sóng | Kênh  | Chương trình                                    | Vai diễn     | Vai trò | Ghi chú       |
| 10 tháng 8, 2020  | IQIYI | Dược vương Đại nhân thân yêu (Dear Herbal Lord) | Sở Khải Hiền | Vai phụ | [ 19 ] [ 20 ] |

### Tiết mục giải trí
| Năm  | Ngày phát sóng                            | Kênh                       | Tiết mục                                                  | Vai trò                                                  | Nguồn         |
| 2018 | 10 tháng 6                                | Hồ Nam TV                  | Happy Camp                                                | Khách mời biểu diễn                                      | [ 5 ]         |
| 2018 | 23 tháng 11 năm 2018 – 8 tháng 2 năm 2019 | IQIYI                      | Quốc phong mỹ thiếu niên                                  | Thí sinh dự thi (Kết quả chung cuộc đạt Á quân)          | [ 21 ] [ 22 ] |
| 2019 | 9 tháng 3                                 | Hồ Nam TV                  | Happy Camp                                                | Khách mời biểu diễn                                      |               |
| 2019 | 29 tháng 3                                | Chiết Giang TV             | Vương bài đối vương bài                                   | Khách mời                                                |               |
| 2019 | 27 tháng 6                                | Hà Bắc TV, Tencent Video   | Lân gia thi thoại                                         | Khách mời                                                | [ 23 ]        |
| 2019 | 24 tháng 10                               | Hồ Nam TV                  | Hán tự thần kỳ                                            | Thí sinh dự thi                                          | [ 24 ]        |
| 2020 | 2 tháng 12                                | QQ Music                   | Gặp gỡ nào, Mr Radio                                      | Khách mời                                                | [ 25 ]        |
| 2020 | 29 tháng 12                               | CCTV-4                     | Phi thường truyền kỳ                                      | Khách mời biểu diễn                                      | [ 26 ]        |
| 2021 | 17 tháng 2 - 24 tháng 4                   | Tencent Video              | Sáng tạo doanh 2021                                       | Thí sinh dự thi (Ra mắt với kết quả top 1 chung cuộc)    | [ 27 ]        |
| 2021 | 30 tháng 3                                | CCTV-15                    | Khóa học âm nhạc: Quốc phong tân vận                      | Khách mời                                                | [ 28 ]        |
| 2021 | 15 tháng 5                                | Huya Live                  | QQ Giải đấu người nổi tiếng mùa 1                         | Khách mời (Cùng INTO1 Lâm Mặc)                           |               |
| 2021 | 5 tháng 6                                 | Hồ Nam TV                  | Happy Camp                                                | Khách mời (Cùng INTO1)                                   |               |
| 2021 | 17 tháng 6                                | Hồ Nam TV                  | Kinh Kỳ Tham Bí Dạ                                        | Khách mời (Cùng INTO1)                                   |               |
| 2021 | 8 tháng 7 – 14 tháng 7                    | QQ Music                   | Talkshow 12 Ô cửa sổ                                      | Khách mời                                                |               |
| 2021 | 9 tháng 7 - 16 tháng 7                    | Hồ Nam TV                  | Ai Là Ca Sĩ Bảo Tàng                                      | Khách mời Chung kết (Tập 11, 12)                         |               |
| 2021 | 24 tháng 8                                | Tencent Video              | Xin nhờ tủ lạnh (mùa 7) - tập 10                          | Khách mời                                                |               |
| 2021 | 11 tháng 9 – 2 tháng 10                   | Tencent Video              | Minh Nhật Chi Tử mùa 5                                    | Khách mời (tâp 5,6) / Khách mời hỗ trợ biểu diễn (tập 8) |               |
| 2021 | 9 tháng 10                                | Huya Live                  | QQ Giải đấu người nổi tiếng mùa 2                         | Đội trưởng đội xanh                                      |               |
| 2021 | 27 tháng 10 - 18 tháng 12                 | Tencent Video              | Đại Hội Thể Thao Siêu Tân Tinh Super Novae Game 2021      | Thí sinh đội An Huy                                      |               |
| 2021 | 31 tháng 12                               | Đài Bắc Kinh               | Hương vị quê hương tuyệt nhất, người con quê nhà tốt nhất | Khách mời                                                |               |
| 2022 | 26 tháng 1                                | Tencent Video              | Nhiệt Tuyết Lãng                                          | Thành viên cố định                                       |               |
| 2022 | 27 tháng 1                                | Tencent Video              | Nông trường khó quên                                      | Khách mời                                                |               |
| 2022 | 26 tháng 2                                | Kuaishou                   | 11 Giờ đi ngủ thôi                                        | Khách mời                                                |               |
| 2022 | 31 Tháng 5                                | Tencent Video              | Đó là một hương vị rất quen thuộc                         | Khách mời                                                |               |
| 2022 |                                           | Tencent Video              | 《战至巅峰》- "Trận chiến đỉnh cao"                       | Khách mời cố định                                        |               |
| 2022 |                                           | Đài Giang Tô, Youku, Iqiyi | Vũ Vương Giấu Mặt 2022                                    | Thí sinh                                                 |               |
| 2022 |                                           | Đài Chiết Giang            | 《Còn có thơ và phương xa》                               | Khách mời                                                |               |
| 2022 |                                           | Đài Đông Phương            | 《Tôi Tin tưởng》                                         | Khách mời                                                |               |

## Concert / Fanmeeting / Sự kiện

### Sự kiện
| Thời gian             | Địa điểm                | Chương trình                      | Vai trò                | Nguồn  |
| 15 tháng 10 năm 2018  |                         | Đêm hội từ thiện BAZAAR           | Khách mời              |        |
| tháng 7 năm 2017      | Paris, Pháp             | Tuần lễ thời trang Paris          | Khách mời              |        |
| 20 tháng 12 năm 2019  | Venice, Ý               | Lễ hội giao lưu văn hóa Trung - Ý | Sứ giả văn hóa         | [ 12 ] |
| 6 tháng 10 năm 2020   | --                      | Quốc Phong Đại Điển 2020          | Khách mời              |        |
| 5 tháng 10 năm 2021   | Thường Châu, Trung Quốc | Quốc Phong Đại Điển 2021          | Tinh thôi quan         |        |
| 18 tháng 11 năm 2021  | Thượng Hải, Trung Quốc  | ELLE Style Awards 2021            | Khách mời (cùng INTO1) |        |
| 19 tháng 12 năm 2021  | Bắc Kinh, Trung Quốc    | Sina Fashion Style Awards 2021    | MC thảm đỏ             |        |
| 5-6 tháng 10 năm 2022 |                         | Quốc Phong Đại Điển 2022          | Tinh Thôi quan         |        |

## Hợp tác với nhãn hàng
| Năm  | Nhãn hàng         | Thân phận                                           | Ghi chú                                                   | Nguồn  |
| 2021 | Biotherm          | Đại diện sản phẩm chăm sóc da Xiaolanping           | Hết hợp đồng                                              | [ 29 ] |
| 2021 | Perfect Diary     | Người phát ngôn động tâm                            | Hết hợp đồng                                              | [ 30 ] |
| 2021 | Thanh Phong       | Người phát ngôn sức sống                            | Hết hợp đồng                                              |        |
| 2021 | SkinCeuticals     | Đại sứ thanh xuân                                   | Hết hợp đồng                                              | [ 29 ] |
| 2021 | Mistine           | Người phát ngôn nhiệt lượng                         | Hết hợp đồng                                              | [ 29 ] |
| 2021 | MissBerry         | Người phát ngôn thương hiệu                         | Hết hợp đồng                                              |        |
| 2021 | L'Oréal Paris     | Đại sứ chăm sóc da                                  | Hết hợp đồng                                              |        |
| 2021 | Caltrate          | Đại sứ hình tượng thanh niên cốt khí                | Hết hợp đồng                                              |        |
| 2021 | L'Occitane        | Đại sứ thương hiệu                                  | 24/11/2021 Nâng title thành Đại sứ thương hiệu            |        |
| 2021 | Thập tam dư       | Đại sứ đặc biệt                                     | Hết hợp đồng                                              |        |
| 2021 | Net-A-Porter      | Bạn thân thanh xuân Tmall                           | Hết hợp đồng                                              |        |
| 2021 | Joy (P&G)         | Đại sứ thương thiệu                                 | Hết hợp đồng                                              |        |
| 2021 | Ariel (P&G)       | Đại sứ sức sống                                     | Hết hợp đồng                                              |        |
| 2021 | Abyb Charming     | Đại sứ thương hiệu                                  | Hết hợp đồng                                              |        |
| 2022 | Kosé Softymo      | Người phát ngôn toàn cầu Kosé Softymo               |                                                           |        |
| 2022 | Obagi             | Người phát ngôn Obagi Essence khu vực Đại Trung Hoa | 22/08/2022 nâng title từ người phát ngôn dòng Serum Obagi |        |
| 2022 | Swarovski         | Đại sứ tâm động                                     | 5/7/2022 nâng title từ Bạn thân lên Đại sứ tâm động       |        |
| 2022 | Carslan           | Người phát ngôn toàn năng                           |                                                           |        |
| 2022 | Elemis UK         | Đại sứ thương hiệu                                  |                                                           |        |
| 2022 | Daniel Wellington | Đại sứ thương hiệu                                  |                                                           |        |

## Tạp chí
| Năm  | Tạp chí                     | Tháng phát hành          | Phương thức phát hành | Chú thích                                      |
| 2019 | Thời thượng tiên sinh FINE  | Tháng 11                 | Tạp chí vật lý        | Trang trong                                    |
| 2020 | Aigirl                      | Tháng 3                  | Tạp chí vật lý        | Trang trong                                    |
| 2020 | Nylon Thanh niên Thâm Quyến | Tháng 6                  | Tạp chí vật lý        | Trang trong                                    |
| 2020 | MOMENT                      | Tháng 6                  | Tạp chí điện tử       |                                                |
| 2020 | Rayli Fashion & Beauty      | Tháng 7                  | Tạp chí vật lý        | Trang trong                                    |
| 2021 | Bác Khách Thiên Hạ          | Tháng 4                  | Tạp chí vật lý        | Trang bìa/Cùng thí sinh Sáng tạo doanh 2021    |
| 2021 | Madame Figaro HOMMES        | Tháng 5                  | Tạp chí vật lý        | Trang bìa/Cùng INTO1 x Gentle Monster          |
| 2021 | Tạp Chí Nam Đô              | Tháng 8                  | Tạp chí vật lý        | Trang bìa/Cùng INTO1                           |
| 2021 | SuperELLE                   | Tháng 8                  | Tạp chí vật lý        | Trang bìa/Cùng INTO1 x Longines                |
| 2021 | CHAMPION                    | Tháng 9 (số bìa Olympic) | Tạp chí vật lý        | Trang bìa/Cùng INTO1                           |
| 2021 | Nylon                       | Tháng 10                 | Tạp chí vật lý        | Trang bìa/Cùng INTO1 x Glico Pocky             |
| 2021 | Madame Figaro               | Tháng 10 (Ngân thập)     | Tạp chí vật lý        | Song bìa đơn                                   |
| 2021 | TREND's HEALTH              | Tháng 11                 | Tạp chí vật lý        | Bìa đơn                                        |
| 2021 | Bác Khách Thiên Hạ          | Tháng 12                 | Tạp chí vật lý        | Bìa đơn                                        |
| 2022 | OK!精彩                     | Tháng 1                  | Tạp chí vật lý        | Song bìa đơn                                   |
| 2022 | Bác Khách Thiên Hạ          | Tháng 1                  | Tạp chí vật lý        | Bìa Quần Phong (Số đặc biệt tổng kết năm 2021) |
| 2022 | L'OFFICIEL                  | Tháng 2                  | Tạp chí vật lý        | Song bìa đơn x L'Occitane                      |
| 2022 | MEN'S UNO                   | Tháng 2                  | Tạp chí vật lý        | Bìa đơn                                        |
| 2022 | Rayli Fashion & Beauty      | Tháng 3                  | Tạp chí vật lý        | Bìa đơn                                        |
| 2022 | Rolling Stone China         | Tháng 4                  | Tạp chí vật lý        | Song bìa đơn x L'Occitane                      |
| 2022 | ELLEMEN Tân Thanh Niên      | Summer 2022              | Tạp chí vật lý        | Bìa đơn                                        |
| 2022 | 精品购物指南 LIFE STYLE     | Tháng 4                  | Tạp chí vật lý        | Trang bìa/ Cùng INTO1                          |
| 2022 | 智族GQ                      | Tháng 5                  | Tạp chí vật lý        | Trang trong                                    |
| 2022 | 红秀GRAZIA                  | Tháng 6                  | Tạp chí vật lý        | Bìa đơn x Carslan                              |
| 2022 | Madame Figaro HOMMES        | Tháng 7                  | Tạp chí vật lý        | Song bìa đơn                                   |
| 2022 | Haper's Bazaar Men          | Tháng 8                  | Tạp chí vật lý        | bìa đơn                                        |
| 2022 | TREND'S HEALTH              | Tháng 9                  | Tạp chí vật lý        |                                                |